# Scorpaena neglecta
Scorpaena neglecta behoort tot het geslacht Scorpaena van de familie van schorpioenvissen. Deze soort komt voor in de Indische Oceaan en het westen van Grote Oceaan op diepten van 100 tot 150 m. De soort kan een lengte bereiken van 37,5 cm en een massa hebben van 900 g. De vis is giftig.